# Anna Edström
Anna Edström, född 15 juni 1884 i Vänersborg, död 8 oktober 1940 i Stockholm, var en svensk opera- och operettsångerska (sopran).

## Biografi
Edström utbildade sig vid konservatoriet i Stockholm, hos Gillis Bratt och Edmond Duvernoy i Paris under tre år. Hon var engagerad som operettsångerska hos Anton Salmson 1904–08, vid Oscarsteatern 1908–09, vid Operett-teatern 1909–10 och medverkade i Anton Salmsons operetturné hösten 1910. Hon debuterade som Mimi i La Bohème på Kungliga teatern i Stockholm 1915, och var anställd där åren 1915–31. Hon hade med sin mjuka, tilltalande stämma stora framgångar i Tosca, Madama Butterfly, Manon och Regementets dotter.
Hon var syster till operasångerskan Liva Järnefelt.